# Pietro Pajetta
Pietro Pajetta  (22 de marzo de 1845 – 10  de abril de 1911) fue un pintor italiano, principalmente de temas de género.

## Biografía
Pajetta Inicialmente había planeado introducir un orden religioso para ser capaz de devenir un pintor, pero en el estallido de la Guerra de Independencia italiana en 1860 se alistó en el ejército, a pesar de ser sólo 15 años. Liberado de servicio en Alessandria en 1868,  se casó.
Más tarde, el patronaje de su comandante previo, general Cialdini, le obtuvo entrada a la Academia en Bologna. El padre de ambos Pietro, Paolo, y su hermano Mariano Pajetta era pintores. Sus trabajos están descritos cuando poseyendo una exuberancia de sentir. Su posición económica era siempre precaria.
Entre sus retratos notables: Caterina Boccaloni del Malaspina familia;  el obispo Callegari; monsignor Pietro Balan, y el astrónomo Sacchi.
Pajetta También decoró el techo del edificio Camerini en Piazzola sul Brenta y el techo de la iglesia de San Giovanni Ilarione por encima de Vicenza: la decoración de la villa Valduga en Feltre, los frescos en la Catedral de Padua y en una villa de Vittorio Veneto.

## Trabajos

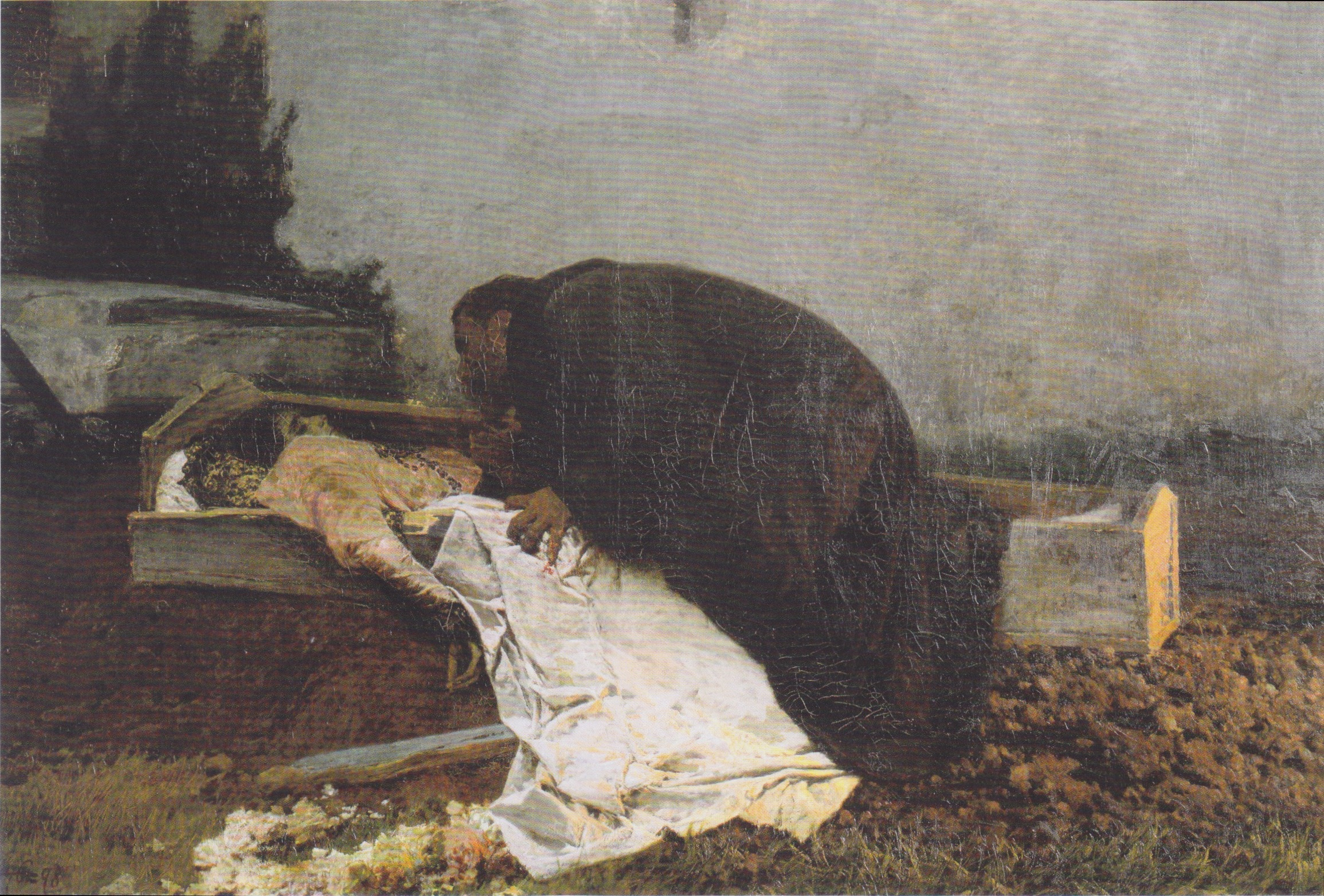
El odio (1896)
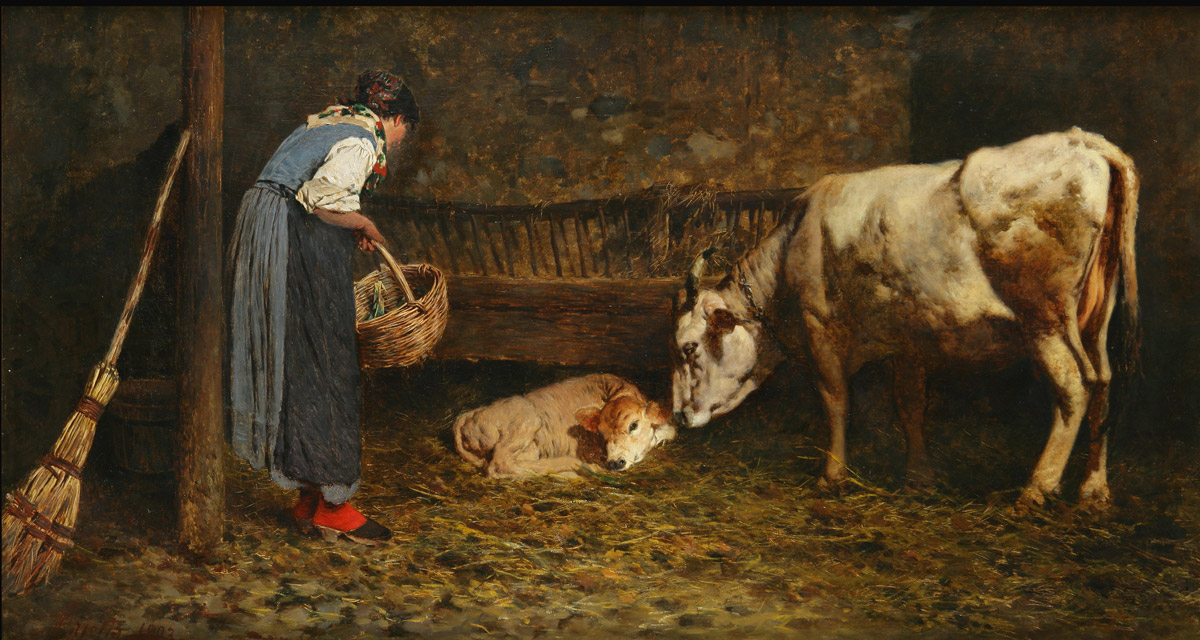
El recién nacido (1883)
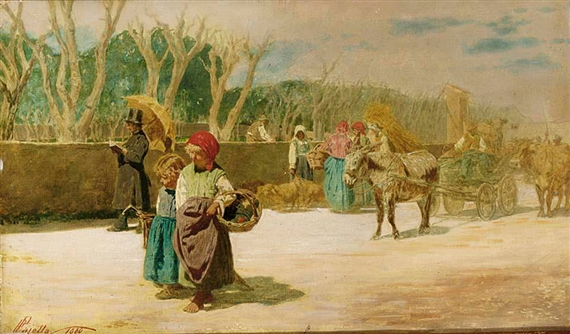
Ir al mercado (1880)
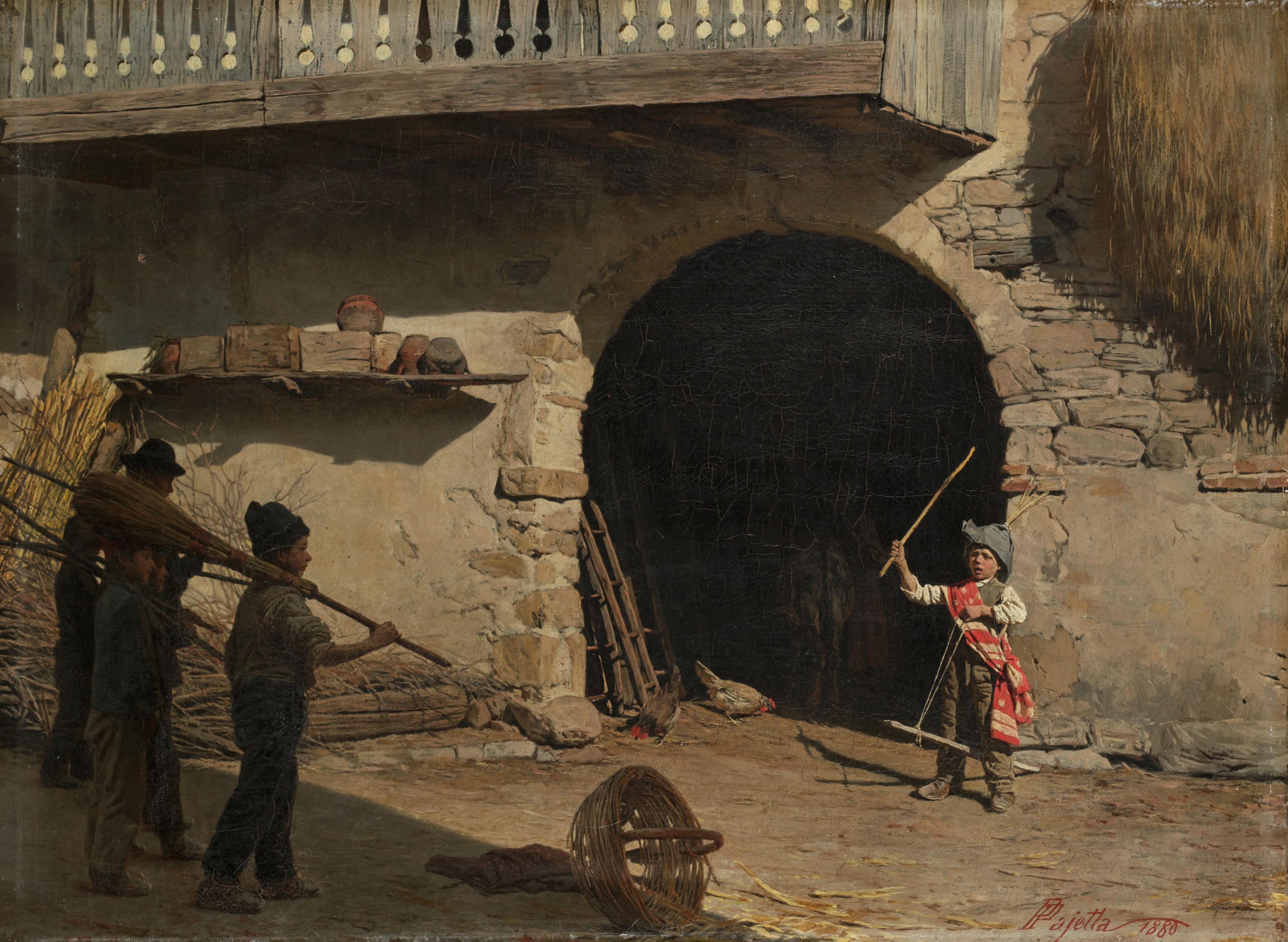
En guardia (1880)